# Nikolai Apollonowitsch Belelubsky

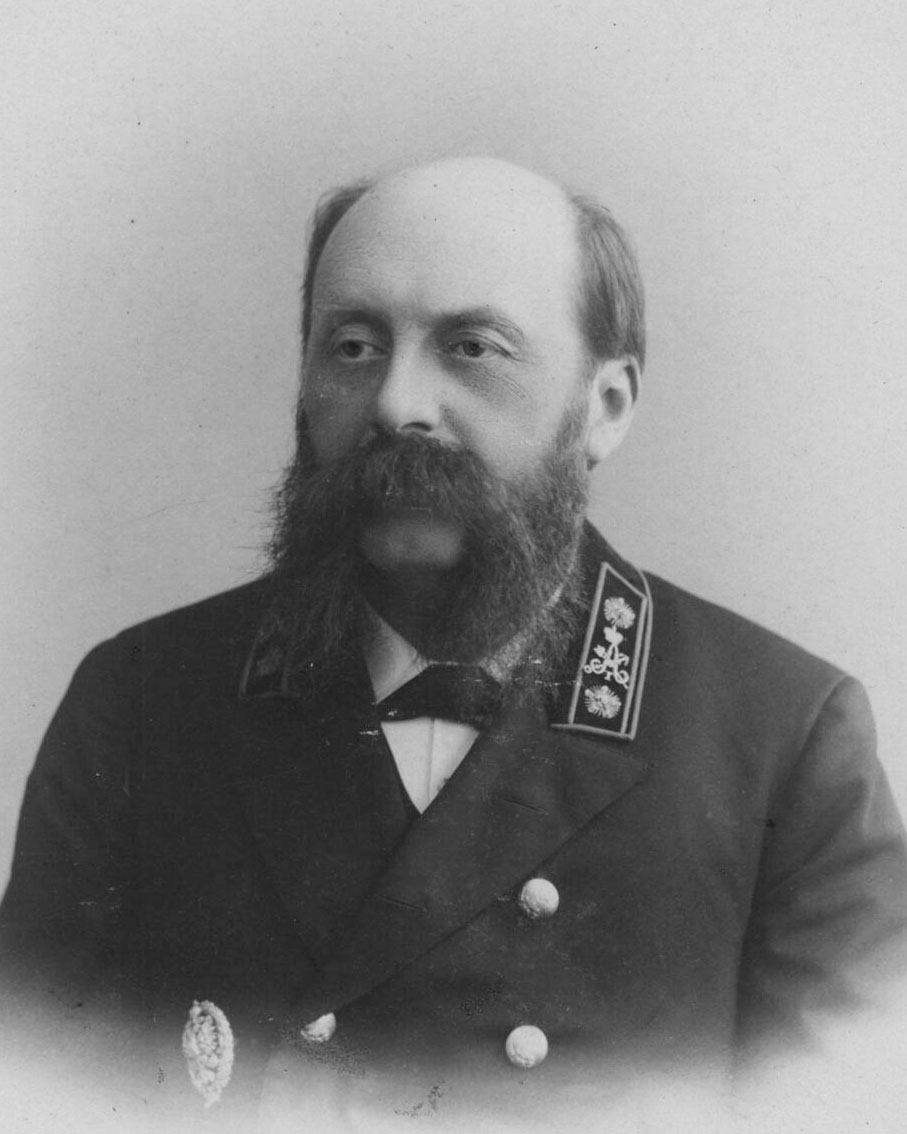
Nikolai Belelubsky

Nikolai Apollonowitsch Belelubsky (russisch Николай Аполло́нович Белелю́бский, wiss. Transliteration Nikolaj Apollonovič Beleljubskij) (* 13. März 1845 in Charkow im Russischen Kaiserreich; † 2. August 1922 in Petrograd in der Russischen Sozialistischen Föderativen Sowjetrepublik) war ein russischer Bauingenieur. Er hat als langjähriger Professor für Brückenbau am Kaiserlichen Institut der Wegebau-Ingenieure in St. Petersburg den Bau russischer Eisenbahnbrücken in Theorie und Praxis maßgeblich beeinflusst.

## Leben
Nikolai Belelubsky wurde am 13. März 1845 in Charkow als Sohn eines Eisenbahningenieurs geboren. Er verbrachte seine Jugend in Taganrog, wo er das Gymnasium 1862 mit einer Goldmedaille beendete.
Nach dem Studium am Kaiserlichen Institut der Wegebau-Ingenieure in St. Petersburg wurde er dort 1867 Assistent für Baumechanik und Brückenbau. Nach nur fünf Jahren, im Jahre 1873, wurde er zum Professor für diese Fächer berufen. Er befasste sich dort bis an sein Lebensende als Lehrer und Forscher mit dem Brückenbau und der Materialkunde. Parallel dazu fertigte er die Entwürfe zahlreicher bedeutender Brücken, die in den Jahrzehnten vor dem Ersten Weltkrieg in Russland von Wladimir Beresin, Konstantin Michailowski, Andrzej Pszenicki u. a. gebaut wurden.
1881 wurde er außerdem Mitglied des Ingenieurrates des Ministeriums der Verkehrswege. Im Zusammenhang mit seiner Lehrtätigkeit und seinen amtlichen Aufgaben gründete und leitete er auch die Versuchs-Anstalt für die Prüfung von Baumaterialien.
Ende 1905 wurde Belelubsky in geheimer Wahl als Nachfolger Leopold Nikolais zum Direktor des Kaiserlichen Instituts der Wegebau-Ingenieure in St. Petersburg gewählt. Jedoch verweigerte das Ministerkabinett die Zustimmung, weil er einen Protestbrief gegen die Polizeimaßnahmen gegen Studentendemonstrationen während der  Revolution 1905 mitunterzeichnet hatte, sodass er auf das Amt verzichten musste.
Er ist auf dem Friedhof des Nowodewitschi-Klosters in St. Petersburg begraben.

## Leistungen
In seiner Lehrtätigkeit bildete er tausende von Ingenieuren aus, die später in allen Teilen Russlands tätig wurden. Dabei legte er zunächst die Grundlagen durch die Übertragung ausländischer wissenschaftlicher Werke, u. a. von August Ritter, Johann Wilhelm Schwedler, Hermann Scheffler, Emil Winkler und anderen, begann aber bald, eigene Werke über seine Brücken, über Baumechanik und die Prüfung von Baumaterialien zu veröffentlichen.

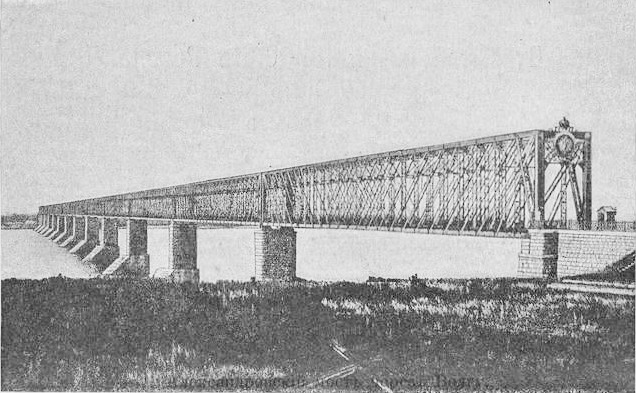
Eisenbahnbrücke Sysran

Als entwerfender und bauüberwachender Ingenieur leitete er die Entwurfsverfassung für die Brücken von mehr als 30 Eisenbahngesellschaften, darunter die Eisenbahnbrücke Sysran (1880) über die Wolga, damals die längste Brücke Europas, die Eisenbahnbrücke in Ufa (1888) über die Belaja, die Doppelstockbrücke in Jekaterinoslaw (heute Dnipro) über den Dnepr, eine Brücke über die Msta und die große Brücke für die Transsibirische Eisenbahn im späteren Nowosibirsk (1897) über den Ob.
Bei der Eisenbahnbrücke Sysran entwickelte er eine viel diskutierte Bauweise, die Querträger des Fahrbahnträgers gelenkig auf den Hauptträgern zu lagern und dadurch statische Unklarheiten zu vermeiden, die aus einer steifen Verbindung dieser Bauteile entstehen können. Diese Konstruktion wurde später auch in Westeuropa angewendet.
Als Mitglied des Ingenieurrates des Ministeriums der Verkehrswege war er maßgebend an der Abfassung der amtlichen Vorschriften über Brückenbau und die dabei verwendeten Materialien beteiligt. Als Ministerialbeamter hatte er außerdem alle größeren Bauten zu inspizieren, was bei der enormen Ausdehnung des Zarenreiches und den damaligen Verkehrsmitteln eine zeitaufwendige und anstrengende Aufgabe war.
In der Versuchsanstalt für die Prüfung von Baumaterialien erwarb er sich große Verdienste mit der Einführung von einheimischen Zementen und des im Siemens-Martin- bzw. im Thomas-Verfahren hergestellten Flusseisens, so dass Stahl dadurch in Russland früher als in Westeuropa zum Brückenbau zugelassen wurde und das bis dahin verwendete Schmiedeeisen ablöste. Er führte mit seinen Materialuntersuchungen auch den Nachweis, dass Natursteine vor der Verwendung im Brückenbau auf ihre Frostbeständigkeit geprüft werden müssen.
Er hielt Vorträge vor Kongressen und in zahlreichen technischen Vereinen der westeuropäischen Hauptstädte in deutscher oder französischer Sprache und veröffentlichte eine Reihe seiner Abhandlungen z. B. auch in der Rigaschen Industrie-Zeitung.

## Ehrungen
In Russland erhielt er den Titel des Wirklichen Staatsrates. Er war Ehrenmitglied der französischen Société des Ingénieurs Civils. 1907 wurde ihm die Ehrendoktorwürde (als Dr.-Ing. E.h.) von der Abteilung Bauingenieurwesen der Technischen Hochschule (Berlin-)Charlottenburg verliehen. 1909 wurde er Ehrenmitglied im Architekten-Verein zu Berlin.